# Бекдаш (бухта)
Бекдаш (туркм. Bekdaş) — бухта на востоке Каспийского моря, у побережья Туркменистана.
Бухта Бекдаш расположена в 63 км к северо-северо-западу от Кара-Богаз-Голского пролива.
Бухта — небольшая, длина по меридиану меньше 2 км. На северо-западе бухта ограничена одноимённым мысом, а на юго востоке — мысом Дагджик. К юго-западу от мыса Бекдаш в море простирается каменистая гряда длиной меньше 2 км; другая каменистая гряда, имеющая длину 4 км, тянется в море на запад—юго-запад от мыса Дагджик, и защищает бухту от волн с юго-восточного направления. В юго-западной части бухты расположен небольшой остров Кара-Ада.
Канал ведущий в бухту находится между островом Кара-Ада и грядой, выступающий от мыса Дагджик, а проход между островом и грядой мыса Бекдаш не рекомендуется к использованию судами, так как является неглубоким. Во время сильных волнений в море, вход в бухту затруднителен, а для судов с предельной осадкой — опасен.
Побережье бухты волнистое и покрыто песками. На берегу бухты расположен город Гарабогаз (в прошлом назывался Бекдаш), в котором имеется порт.